# مريم بن لازار
مريم ياسمين بن لازار (مواليد 9 يونيو 1995) هي لاعبة كرة قدم جزائرية تلعب مع نادي تولوز والمنتخب الجزائري.
لعبت للجزائر في بطولة أفريقيا للسيدات 2014، وكذلك في كأس الأمم الأفريقية للسيدات 2018.
سبق لها أن مثلت المنتخب الفرنسي تحت 16 سنة.